# Gobiobotia
Gobiobotia is een geslacht van straalvinnige vissen uit de familie van karpers (Cyprinidae).

## Soorten
- Gobiobotia abbreviata Fang & Wang, 1931
- Gobiobotia brevibarba Mori, 1935
- Gobiobotia cheni Bãnãrescu & Nalbant, 1966
- Gobiobotia filifer (Garman, 1912)
- Gobiobotia guilingensis Chen, 1989
- Gobiobotia homalopteroidea Rendahl, 1933
- Gobiobotia intermedia Bãnãrescu & Nalbant, 1968
- Gobiobotia jiangxiensis Zhang & Liu, 1995
- Gobiobotia kolleri Bãnãrescu & Nalbant, 1966
- Gobiobotia longibarba Fang & Wang, 1931
- Gobiobotia macrocephala Mori, 1935
- Gobiobotia meridionalis Chen & Cao, 1977
- Gobiobotia naktongensis Mori, 1935
- Gobiobotia nicholsi Bãnãrescu & Nalbant, 1966
- Gobiobotia pappenheimi Kreyenberg, 1911
- Gobiobotia paucirastella Zheng & Yan, 1986
- Gobiobotia tungi Fang, 1933
- Gobiobotia yuanjiangensis Chen & Cao, 1977